# Fiónia (condado)
Nota linguística: Não confundir grevskab (condado) com amt (divisão administrativa)..
O amt da Fiônia (português brasileiro) ou Fiónia (português europeu) (dinamarquês: Fyns Amt) existiu de 1970 a 2006, quando foi fundido com a região da Dinamarca do Sul. Sua capital era a cidade de Odense. Incluía as ilhas da Fiónia, Langeland, Tåsinge, Ærø e cerca de 90 outras ilhas, das quais apenas 25 são habitadas.

## Municípios
O amt de Fiónia tinha 32 municípios:
| - Assens - Bogense - Broby - Egebjerg - Ejby - Faaborg - Glamsbjerg - Gudme - Haarby - Kerteminde - Langeskov | - Marstal - Middelfart - Munkebo - Nyborg - Nørre Aaby - Odense - Otterup - Ringe - Rudkøbing - Ryslinge - Svendborg | - Sydlangelands - Søndersø - Tommerup - Tranekær - Ullerslev - Vissenbjerg - Ærøskøbing - Ørbæk - Årslev - Aarup |